# Jonáš a tingltangl (album)
Jonáš a tingltangl je gramofonové dvoualbum vydané na dvou samostatných deskách v roce 1989. Obsahuje kompletní záznam stejnojmenného představení divadla Semafor, které napsali a hlavní role hráli Jiří Suchý a Jiří Šlitr. LP desky k vydání připravil Jonáš klub v ediční řadě, která mapovala nahrávky S+Š a/nebo Jana Wericha. Obě alba vyrobila společnost Supraphon pod katalogovými čísly 11 0788 a 11 0789 a graficky je upravil Karel Vilgus.

## Sestava alba a okolnosti vzniku
Jonáš klub vznikl v roce 1966 pod názvem Klub spřízněných duší divadla Semafor jako forma jeho fan klubu, ale postupně se od něj částečně odpoutal a stal se svébytným společenstvím podobě smýšlejících lidí. Spadal pod Český fonoklub, ale byl z politických důvodů opakovaně likvidován. 9. prosince 1986 byla jeho činnost zastavena na nátlak Ministerstva kultury ČSR. Již 28. března 1987 však vznikl v nové podobě jako J–klub při 199. organizaci Svazarmu. Členům klubu se podařilo ve spolupráci se Supraphonem navázat na ediční činnost vydávání gramodesek, nejprve vyšla reedice alba Ďábel z Vinohrad (1987), poté LP se záznamem Werichovy úpravy hry Divotvorný hrnec (1988), kompilace hitů S+Š Vyvěste fangle (1988) a jako čtvrtý počin toto dvojalbum Jonáš a tingltangl. Obsahovalo nahrávku od semaforského zvukaře Bohumila Palečka z roku 1962, záznam představení, v němž vystupovali Jiří Suchý, Jiří Šlitr, Eva Pospíšilová (a Šlitrovo hudební trio).

## Vydání alba
Dvojalbum se na trh dostalo na dvou samostatných deskách, z nichž každá měla vlastní obal od dvorního semaforského výtvarníka Karla Vilguse. Byly na nich dobové fotografie, ukázky z libreta i textů písní a vzpomínky na hru od Jiřího Suchého. Zvukovou úpravu a sestřih záznamu provedl Jindřich Michalík, režie se ujal herec Jiří Datel Novotný, celý projekt pomohl zrealizovat Pavel Primus. LP vyšly ve spolupráci s redakcí Mikrofóra. Původní náklad čítal 2000 kusů, přičemž každá deska měla na etiketě ručně psané pořadové číslo. Ještě téhož roku byl ale počet lisovaných desek navýšen na 3000 (s ruční opravou popisku na etiketě). V roce 2001 se záznam dočkal reedice na CD pod stejným titulem u firmy Bonton, roku 2009 ji znovu vydala firma Supraphon v rámci CD boxu  "Semafor – Hry". Odlišný záznam představení (z roku 1966) vyšel na CD boxu "Zuzana, Jonáš a spol." v roce 2019.

## Seznam skladeb
| Strana 1 | Strana 1            | Strana 1               | Strana 1   | Strana 1 |
| Pořadí   | Název               | Autor                  | Zpěv       | Délka    |
| -------- | ------------------- | ---------------------- | ---------- | -------- |
| 1.       | Vyvěste fangle      | Jiří Šlitr, Jiří Suchý | Jiří Suchý | 2:28     |
| 2.       | Tak jako ten Adam   | Jiří Šlitr, Jiří Suchý | Jiří Suchý | 3:26     |
| 3.       | Koupil jsem si knot | Jiří Šlitr, Jiří Suchý | Jiří Suchý | 2:59     |
| 4.       | Tatar               | Jiří Šlitr, Jiří Suchý | Jiří Suchý | 2:23     |
| 5.       | Motýlek             | Jiří Šlitr, Jiří Suchý | Jiří Suchý | 2:17     |

| Strana 2 | Strana 2            | Strana 2               | Strana 2               | Strana 2 |
| Pořadí   | Název               | Autor                  | Zpěv                   | Délka    |
| -------- | ------------------- | ---------------------- | ---------------------- | -------- |
| 6.       | Chybí mi ta jistota | Jiří Šlitr, Jiří Suchý | Jiří Suchý, Jiří Šlitr | 3:57     |
| 7.       | Modré punčochy      | Jiří Šlitr, Jiří Suchý | Jiří Suchý             | 2:40     |
| 8.       | Bar Honolulu        | Jiří Šlitr, Jiří Suchý | Jiří Suchý             | 3:05     |
| 9.       | Zlá neděle          | Jiří Šlitr, Jiří Suchý | Jiří Suchý             | 4:23     |

| Strana 3 | Strana 3                               | Strana 3                   | Strana 3               | Strana 3 |
| Pořadí   | Název                                  | Autor                      | Zpěv                   | Délka    |
| -------- | -------------------------------------- | -------------------------- | ---------------------- | -------- |
| 10.      | Vyvěste fangle                         | Jiří Šlitr, Jiří Suchý     | Jiří Suchý             | 0:58     |
| 11.      | Šla Nanynka do zelí                    | lidová, úprava Jiří Šlitr  | Instrumentální skladba | 11:24    |
| 12.      | Klementajn (Oh My Darling, Clementine) | Percy Montrose, Jiří Suchý | Jiří Suchý             | 2:49     |
| 13.      | Honky tonky blues                      | Jiří Šlitr, Jiří Suchý     | Jiří Suchý, Jiří Šlitr | 2:44     |
| 14.      | Tulipán                                | Jiří Šlitr, Jiří Suchý     | Jiří Suchý             | 2:39     |

| Strana 4 | Strana 4           | Strana 4               | Strana 4   | Strana 4 |
| Pořadí   | Název              | Autor                  | Zpěv       | Délka    |
| -------- | ------------------ | ---------------------- | ---------- | -------- |
| 15.      | Lili               | Jiří Šlitr, Jiří Suchý | Jiří Suchý | 2:18     |
| 16.      | Petruška           | Jiří Šlitr, Jiří Suchý | Jiří Suchý | 1:32     |
| 17.      | Škrhola            | Jiří Šlitr, Jiří Suchý | Jiří Suchý | 2:43     |
| 18.      | Šišlala            | Jiří Šlitr, Jiří Suchý | Jiří Suchý | 2:46     |
| 19.      | Prožil jsem leccos | Jiří Šlitr, Jiří Suchý | Jiří Suchý | 0:49     |
| 20.      | Vyvěste fangle     | Jiří Šlitr, Jiří Suchý | Jiří Suchý | 0:40     |

## Hudební doprovod
- Jiří Šlitr – piano
- Stanislav Navrátil – kontrabas
- Jiří Kysilka (nebo Karel Turnovský) – bicí